# Polypodium microsorum
Polypodium microsorum là một loài dương xỉ trong họ Polypodiaceae. Loài này được Mett. mô tả khoa học đầu tiên năm 1855.
Danh pháp khoa học của loài này chưa được làm sáng tỏ. 